# Hernán Lara Zavala
Hernán Lara Zavala (Ciudad de México, 26 de febrero de 1946-15 de marzo de 2025) fue un novelista, cuentista, ensayista, editor y catedrático mexicano.
Hijo de padres peninsulares (padre campechano y madre yucateca), fue un autor laureado de varios libros de ficción, ensayo y novela. Estudió la licenciatura en letras inglesas y la maestría en letras españolas en la Facultad de Filosofía y Letras (FFyL) de la UNAM e hizo estudios de posgrado en la Universidad de East Anglia, en Inglaterra y realizó una estancia sabática en Cambridge, Inglaterra, en el Emmanuel College. Profesor de tiempo completo en la carrera de Letras Inglesas de la FFyL en donde imparte clase desde 1976; fue elegido como representante de los maestros del Colegio de Letras en el Consejo Técnico de la Facultad de Filosofía y Letras del año de 1984 a 1986 y como representante de los maestros ante el Consejo Universitario (primero suplente y luego titular) de 1988 a 1989.

## Datos biográficos
Estudió la carrera de ingeniería en la UNAM aunque, tras ejercerla por un tiempo, reorientó su actividad hacia su verdadera vocación: las letras. Estudió letras inglesas e hizo una maestría en letras españolas en la propia Universidad de México. También hizo estudios sobre la novela en la Universidad de East Anglia, en Inglaterra. 
Fue Director de Literatura de la Coordinación de Difusión Cultural de la UNAM de 1989 a 1997 y Coordinador del Centro de Estudios Literarios del Instituto de Investigaciones Filológicas en la misma institución durante 1998.
La extensa obra de Hernán Lara Zavala incluye los géneros de novela, cuento, crónica, ensayo y literatura para niños. Península, península es su obra más importante que le valió varios reconocimientos. El propio Carlos Fuentes, escritor mexicano prominente, publicó un elogio a esta última novela de Lara Zavala y se hizo acreedor por su crónica al Premio González Ruano de periodismo en 2009.

## Obra
Entre otros libros:
- De Zitilchén (1981)
- El mismo cielo (1987)
- Las novela en el Quijote (1989)
- Charras (1990)
- Contra el ángel (1992)
- Tuch y Odilón (1992)
- Después del amor y otros cuentos (1994)
- Equipaje de mano (1995)
- Cuentos escogidos (1997)
- Viaje al corazón de la península (1998)
- Península, península (2008)
- El guante negro y otros cuentos (2010)[5]
- Macho viejo (2015)

## Reconocimientos
- (1987) Premio Bellas Artes de Narrativa Colima para Obra Publicada
- (1994) Premio José Fuentes Mares, por Después del amor y otros cuentos.
- (2008) Medalla Yucatán.
- (2009) Premio Elena Poniatowska, por Península, península.[6]
- (2010) Premio Real Academia Española, por Península, península.[7]
- (2010) Premio del Estado de Campeche, Justo Sierra Méndez, por su obra.[8]
- (2015) Doctorado honoris causa otorgado por la Universidad Autónoma de Campeche, en el marco del 50 aniversario de dicha universidad.[9]